# Driemanschap

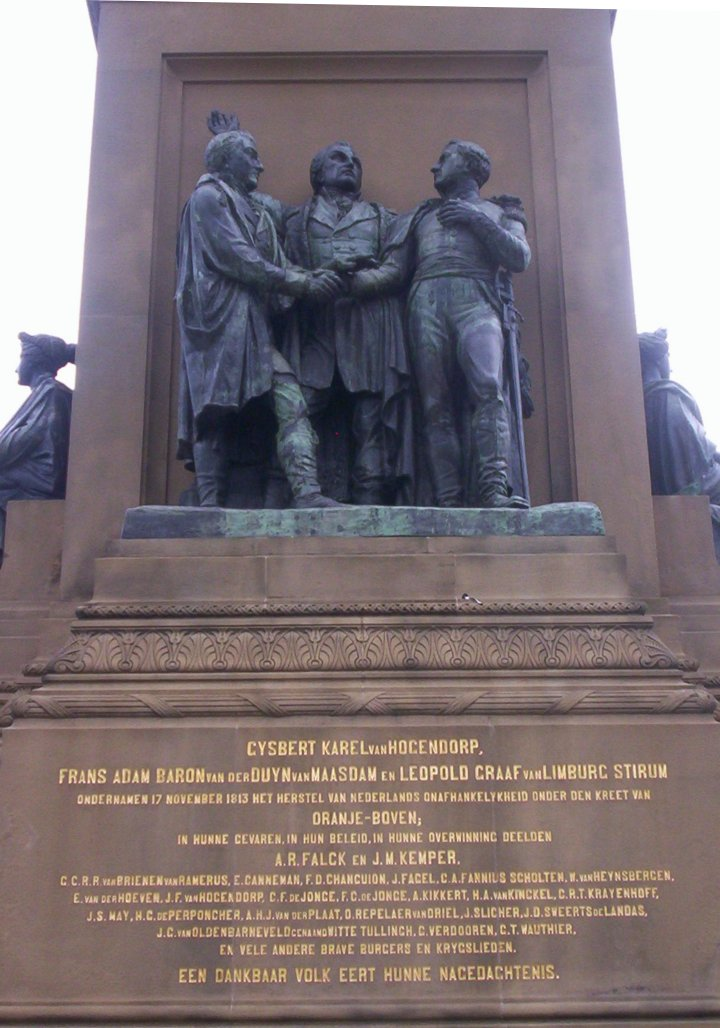
Het driemanschap van 1813 oftewel het Voorlopig Bewind: Gijsbert Karel van Hogendorp, Frans Adam van der Duyn van Maasdam en Leopold van Limburg Stirum op het monument op Plein 1813 te Den Haag

Een driemanschap, triumviraat of triarchie is een bewind bestaande uit drie bewindslieden.
Driemanschappen zijn een uitgelezen vorm van samenwerking voor staatslieden in tijden van nood: men kent elkander van binnen en van buiten, kan snel besluiten nemen en bij twijfel is er snel een getalsmatige stemmenmeerderheid gevormd. Besturen kennen dit principe ook en bestaan uit een voorzitter, secretaris en penningmeester.
Voorbeelden van driemanschappen uit de geschiedenis zijn:
- Het sukkalmahschap, de staatsvorm van Elam, met name in de periode 2000-1500 v.Chr.
- Het Eerste Triumviraat van de Romeinse Republiek, dat in 60 v.Chr. werd gesloten tussen Julius Caesar, Pompeius en Crassus.
- Het Tweede Triumviraat, dat in 41 v.Chr. werd gesticht tussen Octavianus, Marcus Antonius en Lepidus.
- Het Driemanschap ter verdediging van de vrijheden van 1561, bestaande uit Graaf Egmont, graaf Willem van Oranje en de Graaf Horne.
- Het Frans Consulaat, de opvolgers van het 5-koppige Directoire, bestond uit Jean-Jacques-Régis de Òacérès, Charles-François Lebrun, en Napoleon Bonaparte. Het tweede Consulaat uit Napoleon, Emmanuel Joseph Sieyès en Pierre-Roger Ducos.
- Het driemanschap van 1813 oftewel het Voorlopig Bewind, dat gevormd werd nadat de Franse troepen halsoverkop het gebied van het latere Nederland verlaten hadden, bestaande uit Gijsbert Karel van Hogendorp, Frans Adam van der Duyn van Maasdam en Leopold van Limburg Stirum.
- Het Mexicaans triumviraat van 1829, dat Mexico bestuurde van 23 december 1829 tot 1 januari 1830 en bestond uit Pedro Vélez, Lucas Alamán en Luis de Quintanar.
- Het triumviraat in de Romeinse Republiek van 1849, bestaande uit Giuseppe Mazzini, Aurelio Saffi en Carlo Armellini.
- Het driemanschap van de Zuid-Afrikaansche Republiek ten tijde van de Eerste Boerenoorlog (1880), bestaande uit Paul Kruger, Marthinus Wessel Pretorius en Piet Joubert.
- Het driemanschap in het Ottomaanse rijk in de Eerste Wereldoorlog van Enver Pasja, Talaat Pasja en Cemal Pasja.
- De Nederlandsche Unie van 1940 tot 1941, met Louis Einthoven, Johannes Linthorst Homan en Jan de Quay.